# Варваровка (Синельниковский район)
Варва́ровка (укр. Варварівка) — село,
Варваровский сельский совет,
Синельниковский район,
Днепропетровская область,
Украина.
Код КОАТУУ — 1224880501. Население по переписи 2001 года составляло 623 человека.
Является административным центром Варваровского сельского совета, в который, кроме того, входят сёла
Андреевка,
Гряковатое,
Дубо-Осокоровка,
Зелёное,
Марьевское,
Обояновское,
Александрополь,
Осокоровка и
Попово.

## Географическое положение
Село Варваровка находится на левом берегу реки Осокоровка,
выше по течению на расстоянии в 3,5 км расположено село Павловка,
ниже по течению на расстоянии в 5,5 км расположено село Александрополь,
на противоположном берегу — село Марьевское.
По селу протекает пересыхающий ручей с запрудой.
Через село проходит автомобильная дорога М-18 (E 105).

## Происхождение названия
На территории Украины 24 населённых пункта с названием Варваровка.

## История
- Первая половина XIX века — дата основания.

## Экономика
- ООО «Проминь».
- ООО «Экопродукт».
- ООО «МП Маяк».

## Объекты социальной сферы
- Школа.
- Детский сад.
- Амбулатория.
- Клуб.

## Достопримечательности
- Братская могила советских воинов.